# Карло Флорімбі
Карло Флорімбі (італ. Carlo Florimbi, нар. 9 серпня 1947, Монторіо-аль-Вомано) — італійський футбольний тренер.

## Кар'єра тренера
Розпочав тренерську кар'єру 1978 року, ставши помічником головного тренера команди «Сантеджидієзе» із Серії D, а вже за рік очолив тренерський штаб цієї команди.
Протягом наступних двадцяти років змінив понад десять команд, які представляли здебільшого четвертий італійський дивізіон.
2000 року був призначений головним тренером своєї першої команди із Серії C1, третього дивізіону Італії, якиою стала «Мессіна». Дебют на цьому рівні виявився надзвичайно вдалим — команда з Мессіни фінішувала другою, а згодом в іграх плей-оф виборола право виходу до Серії B. Проте у другій лізі «Мессіна» вже змагалася під керівництвом оновленого тренерського штабу.
Флорімбі ж повернувся до роботи у третьому дивізіоні, очоливши «Фоджу». Згодом до завершення кар'єри тренера у 2010 встиг попрацювати ще з декількома командами того ж рівня.